# Josef Goldschmidt (Politiker)

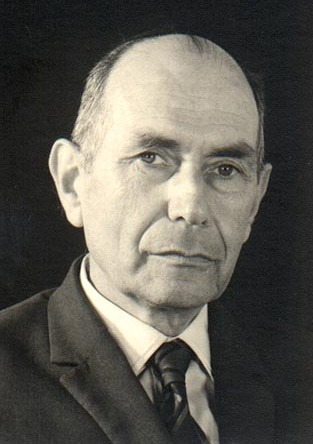
Josef Goldschmith

Josef Goldschmidt (hebräisch יוסף גולדשמידט, geboren 1907 in Frankfurt am Main; gestorben 25. Juli 1981 in Israel) war ein deutsch-israelischer Politiker. Er war Mitglied der nationalreligiösen Partei (Mafdal), Abgeordneter der 7. Knesset und von 1969 bis 1970 stellvertretender Minister für innere Angelegenheiten.

## Leben
Josef Goldschmidt besuchte eine Jeschiwa und studierte anschließend in Frankfurt am Main, München und London Biologie, Chemie und Geographie auf Lehramt. 1935 wanderte Goldschmidt nach Palästina ein, wo er als Lehrer arbeitete. Von 1942 bis 1948 war er als Schulinspektor für die jüdischen Schulen in Palästina tätig, nach 1948 wurde er Inspektor für das von der Mizrachi-Bewegung aufgebaute Schulsystem Israels. Danach war Goldschmidt von 1952 bis 1953 stellvertretender Leiter des Ministeriums für Bildung und Kultur und übernahm 1953 bis 1968 die Leitung des Ressorts für religiöse Erziehung.
Bei den Wahlen zur 7. Knesset 1969 kandidierte Goldschmidt für die Nationalreligiöse Partei. Obwohl er keinen Sitz errang, rückte er am 15. Dezember 1969 als Ersatz für Josef Burg nach, der auf seinen Sitz verzichtet hatte.
Vom 22. Dezember 1969 bis zum 16. Juli 1970 und vom 19. Juli 1970 bis zum 1. September 1970 war er stellvertretender Minister für innere Angelegenheiten. Bei den Wahlen zur 8. Knesset am 31. Dezember 1973 wurde er nicht wiedergewählt.
1973 kandidierte Goldschmidt erfolgreich für den Stadtrat von Jerusalem und wurde 1974 stellvertretender Bürgermeister.
Goldschmidt war mit der Genetikerin Elisabeth Wechsler (1912–1970) verheiratet und nach Elisabeth Goldschmidts Tod ab 1973 mit der Bibliothekarin Ruth P. Lehmann.